# Drużynowe mistrzostwa Polski w speedrowerze
Drużynowe Mistrzostwa Polski w speedrowerze – rozgrywki ligowe prowadzone od 1995 roku mające na celu wyłonienie najlepszej drużyny w speedrowerze. Zawody prowadzone są pod przewodnictwem Polskiej Federacji Klubów Speedrowerowych.
Najbardziej utytułowanym klubem w Polsce pod względem zdobyczy medalowych jest Szawer Leszno (wcześniej Eurex Leszno). Speedrowerzyści tego klubu wywalczyli: 11 złotych, 6 srebrnych i 2 brązowe medale. Drugie miejsce w klasyfikacji medalowej przypada speedrowerzystom TSŻ-u Toruń (6 złotych, 8 srebrnych, 4 brązowe), a wirtualne podium uzupełniają reprezentanci KS Orła Gniezno (wcześniej GKS Orzeł Gniezno), którzy w historii tego ośrodka wywalczyli 6 złotych medale, 4 srebrne i 5 brązowych.
Od 2020 roku rozgrywki oficjalnie noszą nazwę CS Superliga, z kolei w 2021 rozgrywki ligowe rozgrywane są z podziałem na dwie dywizje. Tytułu najlepszej drużyny w kraju bronił MS Śląsk Świętochłowice a drużynowym mistrzem Polski został KS Aseko Orzeł Gniezno. W sezonie 2022 tytuł drużynowego mistrza Polski zdobył TSŻ Toruń, drugie miejsce zajął KS Aseko Orzeł Gniezno a trzecie Aquapark Szarża Wrocław.

## Medaliści Mistrzostw Polski[7]
| Rok  | Mistrz                        | Wicemistrz                        | III miejsce                     |
| ---- | ----------------------------- | --------------------------------- | ------------------------------- |
| 1995 | Eurex Leszno                  | RKS Pavart Rawicz                 | TMSM Sparta Wrocław             |
| 1996 | Eurex Leszno                  | GKS Orzeł Gniezno                 | RKS Pavart Rawicz               |
| 1997 | Eurex Leszno                  | RKS Pavart Rawicz                 | GKS Orzeł Gniezno               |
| 1998 | RKS Pavart Rawicz             | GKS Orzeł Gniezno                 | Polonia Piła                    |
| 1999 | GKS Orzeł Gniezno             | Lwy Częstochowa                   | MiPo Bydgoszcz                  |
| 2000 | GKS Orzeł Gniezno             | RKS Pavart Rawicz                 | MiPo Bydgoszcz                  |
| 2001 | GKS Orzeł Gniezno             | RKS Pavart Rawicz                 | LKS Szawer Leszno               |
| 2002 | GKS Orzeł Gniezno             | RKS Pavart Rawicz                 | BTS Speedrower Bydgoszcz        |
| 2003 | LKS Szawer Leszno             | BTS Speedrower Bydgoszcz          | Lwy Częstochowa                 |
| 2004 | BTS Speedrower Bydgoszcz      | TSŻ Toruń                         | LKS Szawer Leszno               |
| 2005 | TSŻ Toruń                     | LKS Szawer Leszno                 | BTS Speedrower Bydgoszcz        |
| 2006 | LKS Szawer Leszno             | BTS Speedrower Bydgoszcz          | TSŻ Toruń                       |
| 2007 | LKS Szawer Leszno             | TSŻ Toruń                         | GKS Orzeł Gniezno               |
| 2008 | LKS Szawer Leszno             | TSŻ Toruń                         | GKS Orzeł Gniezno               |
| 2009 | LKS Szawer Leszno             | TSŻ Toruń                         | GKS Orzeł Gniezno               |
| 2010 | TSŻ Toruń                     | LKS Szawer Leszno                 | GKS Orzeł Gniezno               |
| 2011 | LKS Szawer Leszno             | TSŻ Toruń                         | TPD Kalety                      |
| 2012 | LKS Szawer Leszno             | TSŻ Toruń                         | MKS Śląsk Świętochłowice        |
| 2013 | TSŻ Toruń                     | LKS Szawer Leszno                 | PKS Wiraż Ostrów Wielkopolski   |
| 2014 | PKS Wiraż Ostrów Wielkopolski | TSŻ Toruń                         | Lwy Częstochowa                 |
| 2015 | PKS Wiraż Ostrów Wielkopolski | Lwy Częstochowa                   | TSŻ Toruń                       |
| 2016 | Lwy Częstochowa               | TSŻ Toruń                         | MKS Śląsk Świętochłowice        |
| 2017 | TSŻ Toruń                     | LKS Szawer Leszno                 | MS Śląsk Świętochłowice         |
| 2018 | MS Śląsk Świętochłowice       | LKS Szawer Leszno                 | Lwy Częstochowa                 |
| 2019 | LKS Szawer Leszno             | MS Śląsk Świętochłowice           | Lwy Częstochowa                 |
| 2020 | MS Śląsk Świętochłowice       | KS Aseko Orzeł Gniezno            | Lwy Częstochowa                 |
| 2021 | KS Aseko Orzeł Gniezno        | MS Śląsk Świętochłowice           | TSŻ Toruń                       |
| 2022 | TSŻ Toruń                     | KS Aseko Orzeł Gniezno            | Aquapark Szarża Wrocław         |
| 2023 | TSŻ Schoenberger Toruń        | OS Omega Infornet.eu Ostrów Wlkp. | Autojazda ULKS Mustang Żołędowo |
| 2024 | Aseko Orzeł Gniezno           | LKS Szawer Leszno                 | TSŻ Toruń                       |